# Zeiss Ikon

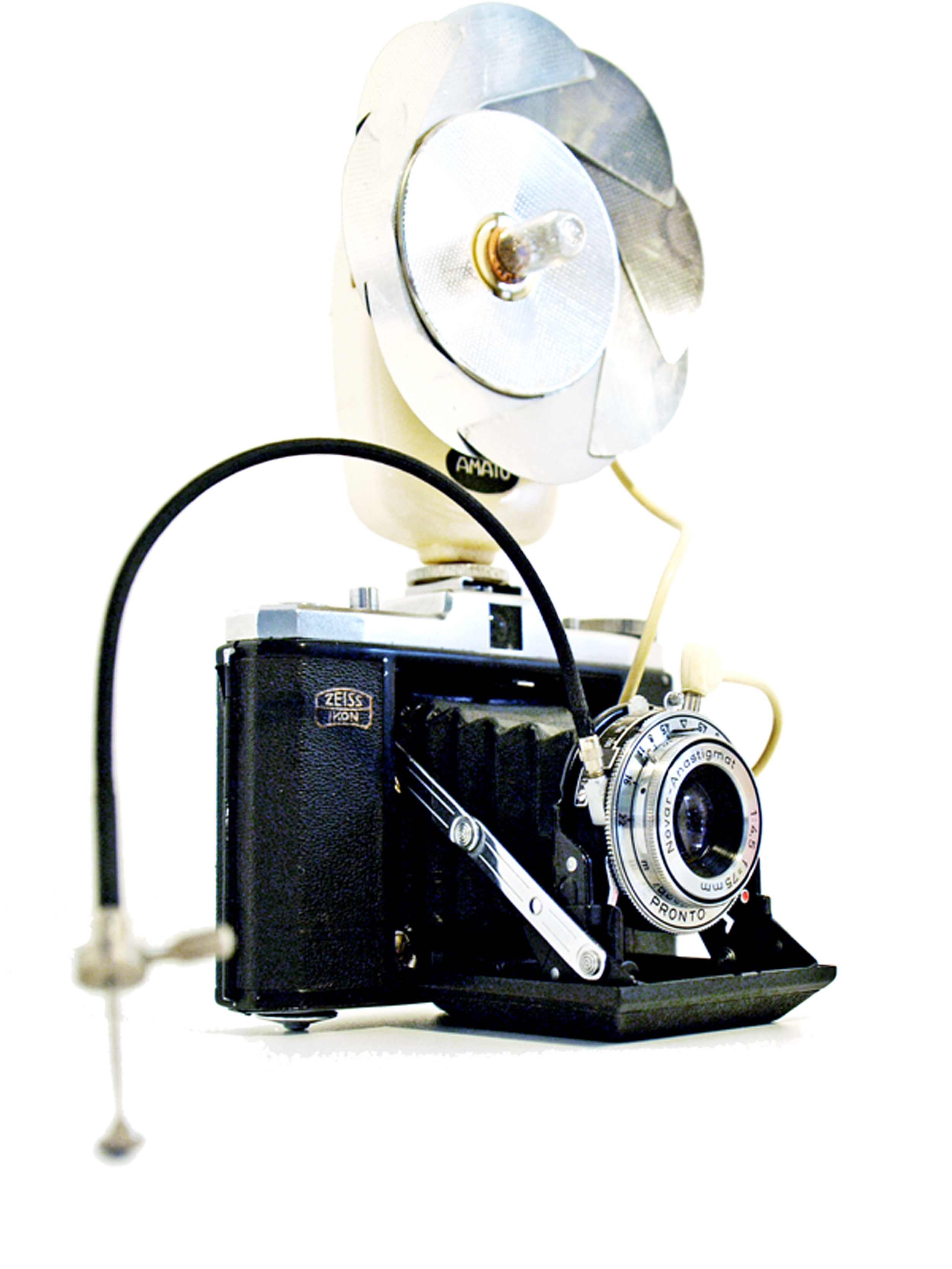
Een Zeiss Ikon Nettar 517/16 camera, gemaakt in de fabriek in Stuttgart, Duitsland

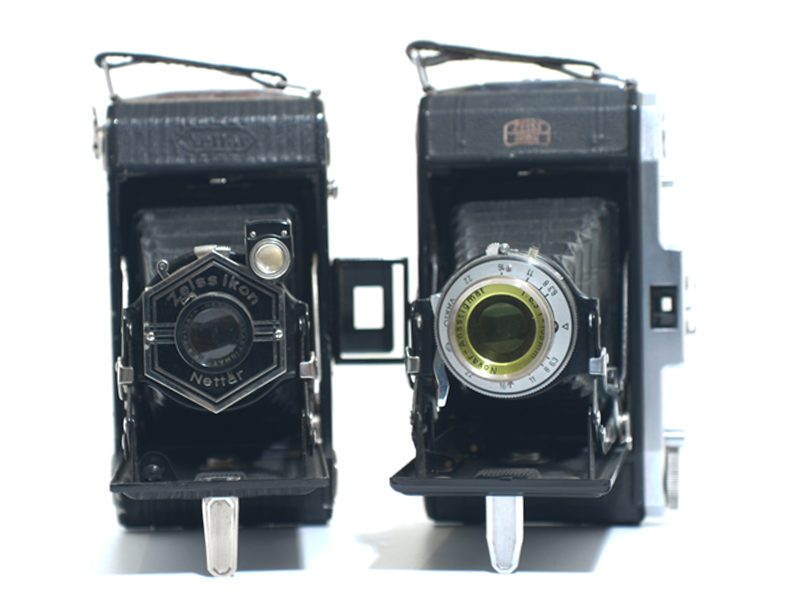
Een Zeiss Ikon Nettar 515/2 en 517/2 camera

Zeiss Ikon was een Duitse producent van optische instrumenten, waaronder fotocamera's, filmcamera's en accessoires.  Objectieven, verrekijkers en microscopen droegen de merknaam Zeiss.
Zeiss Ikon bouwde een brede variëteit aan camera's- van de Contax-, Contarex- en Twin Lens Contaflex-camera's, tot boxcamera's en balgcamera's.
Onder de merknaam Zeiss Ikon worden door Carl Zeiss AG nog 35mm-meetzoekercamera's op de markt gebracht.

## Geschiedenis
Het bedrijf ontstond in 1926 door een fusie van de bedrijven Contessa-Nettel, Goerz, Ernemann en ICA. Dit laatste bedrijf was in 1909 ontstaan uit de fusie tussen Hüttig, Krügener, Wünsche, en Zeiss-Palmos. In 1912 voegde het Zwitserse Zulauf zich daarbij.
De Tweede Wereldoorlog veranderde alles. De fabriek in Dresden werd door brandbommen verwoest, en daarmee waren ook de plannen voor het nieuwe vlaggenschip van het bedrijf, de Contax-meetzoekercamera, van de baan.
Duitsland werd na de Tweede Wereldoorlog verplicht tot herstelbetalingen. De productie van de Contax werd verplaatst naar Kiev, dat destijds in de Sovjet-Unie lag. Het glaswerk werd, onder Russische bezetting, weer gemaakt in de Duitse stad Jena. De belangrijkste ontwerpers bevonden zich aan de kapitalistische zijde van het IJzeren Gordijn. In Jena werd gestart met de productie van de Contax spiegelreflexlijn. In oktober 1947 gaf Zeiss in Jena drie volledig nieuwe productielijnen voor de Contax aan de Russen. Na vele juridische gevechten kreeg uiteindelijk het "westerse" Zeiss in Jena weer de rechten op het merk Zeiss Ikon.
Het waren moeilijke tijden, maar vanuit de resterende locaties verrees een nieuw Zeiss Ikon. Ondanks het succes van de Contax, Contaflex en het prestige van de Contarex, werd Zeiss Ikon nooit meer echt winstgevend. Voigtländer, waarin Zeiss Ikon sinds de jaren 1940 al een belang had van 20%, werd in 1956 overgenomen. Toch duurde het ruim tien jaar voordat men begon met het integreren van de bedrijven en het consolideren van de productlijnen. De fusie werd pas in 1969 afgerond.

### Ondergang
Zeiss Ikon is waarschijnlijk niet ten onder gegaan aan de kwaliteit van zijn producten. Over het algemeen waren deze superieur aan die van de concurrentie, zowel in het design van de ontwerpen als in de kwaliteit ervan. Het is falend management en marketing geweest, in combinatie met het te veel willen bedekken van de markt met te weinig omzet en kapitaal dat ervoor heeft gezorgd dat dit bedrijf ten onder is gegaan.
Zeiss Ikon maakte te veel verschillende modellen, met ieder weer te veel verschillende lenzen en sluitercombinaties. Op het hoogtepunt had het bedrijf 104 verschillende camera's in zijn catalogus, met de keuze tussen bijna 1000 verschillende uitvoeringen van de modellen, formaten, lenzen en sluiters. Alle partijen uit de fusie namen hun eigen cameralijnen met zich mee, en het lukte hen niet goed om de merken die met elkaar concurreerden te integreren in één lijn.
De problemen van concurrerende cameralijnen binnen Zeiss en tussen Zeiss en Voigtländer, plus de Japanse overheersing op de markt, zorgden voor het einde van de productie van Zeiss Ikon in 1971. Tot 1972 werd nog een beperkt aantal camera's met de hand geassembleerd uit losse onderdelen.
Het bedrijf werd in 1989 overgenomen door een Fins bedrijf. De naam veranderde in Ikon AG. Na een fusie in 2005 maakt het deel uit van Assa Abloy Sicherheitstechnik, een Duits dochterbedrijf van het Zweedse Assa Abloy.

## Catalogusnummering
Aan werkelijk alles wat Zeiss Ikon ooit heeft verkocht werd een catalogusnummer gegeven. Vaak was er maar een fractie verschil, het bovenste gedeelte was het nummer van het model, het onderste deel gaf het formaat aan. Bijvoorbeeld had de Icarette-lijn van balgcamera's vier verschillende modellen behuizingen, catalogusnummers 509, 500, 512 en 551. Ze waren verkrijgbaar in vijf verschillende formaten (en één model met dubbel formaat voor zowel filmrolletjes als platen). Het 6×9-formaat is opgenomen in de catalogus met nummer 2. Dus 509/2 is het model 509, in 6×9. Ditzelfde model kon ook verkrijgbaar zijn in 6,5×11, 4,5×6, 6×6 en 8×10,5 als 509/15, 509, 509/16 en 509/17. Het nummer van het 4,5×6-model is niet vergeten in deze opsomming. Zeiss Ikon wees geen nummer toe aan dat formaat, dat noemden ze gewoon in het eerste nummer. De catalogusnummering is af en toe vrij verwarrend.
In 1958 besloot Zeiss Ikon het nummeringsysteem te wijzigen in een decimaal systeem. Tegelijkertijd verdwenen modellen die beschikbaar waren in verschillende formaten.